# Schwarzenbacher Teich

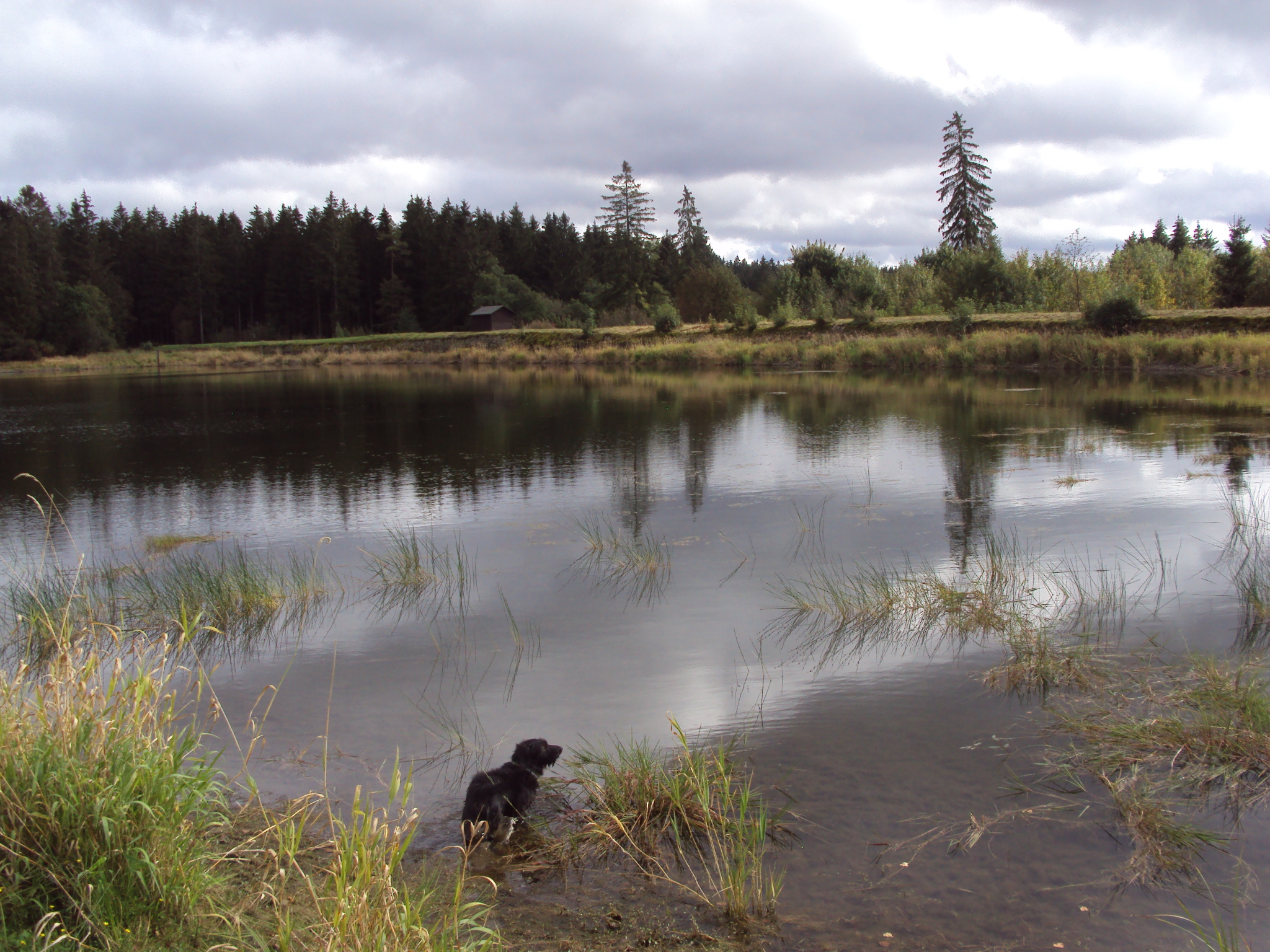
Blick vom Westufer über die Wasserfläche auf den Damm

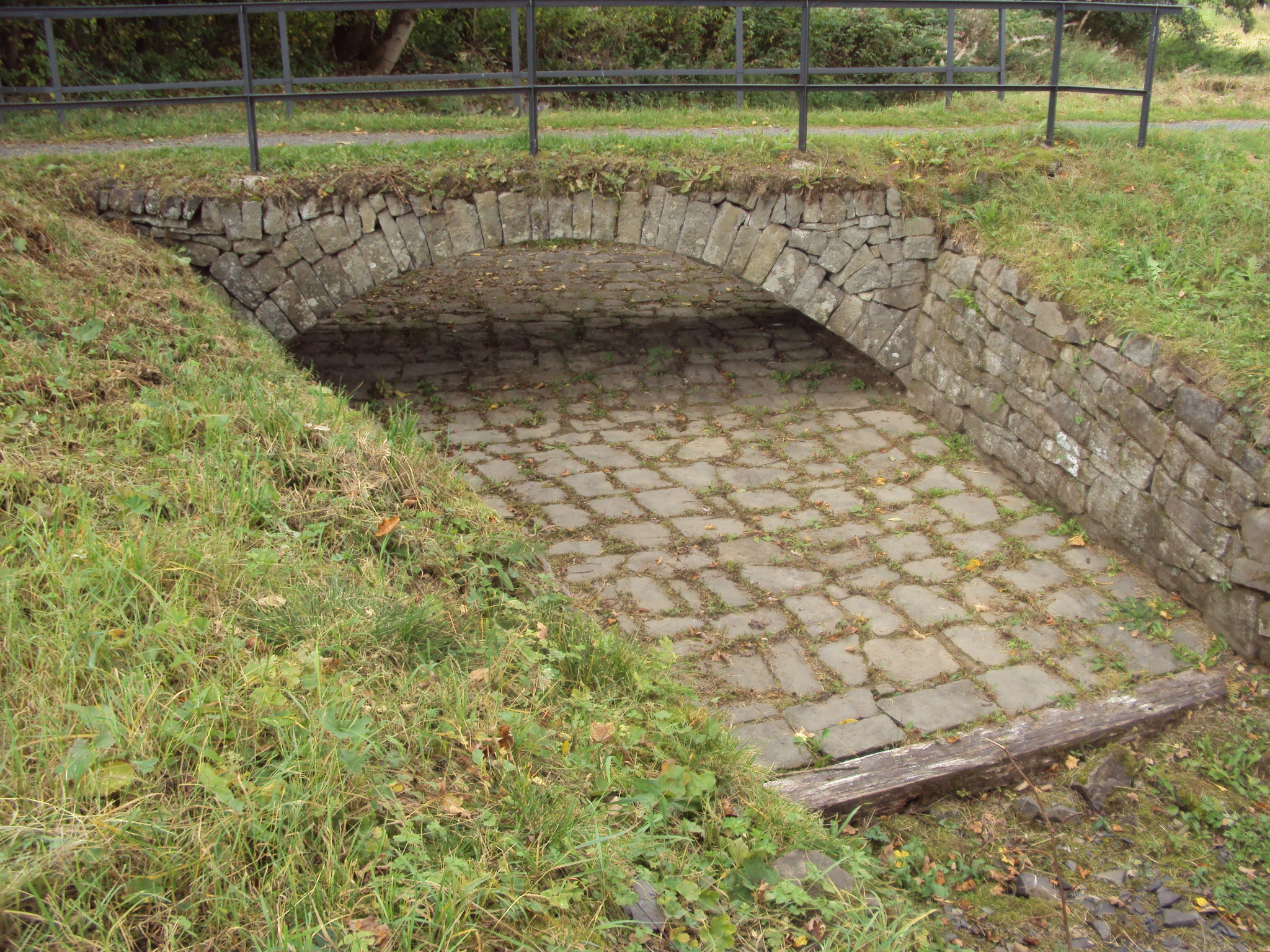
Ausflut (Hochwasserentlastungsanlage) des Schwarzenbacher Teiches

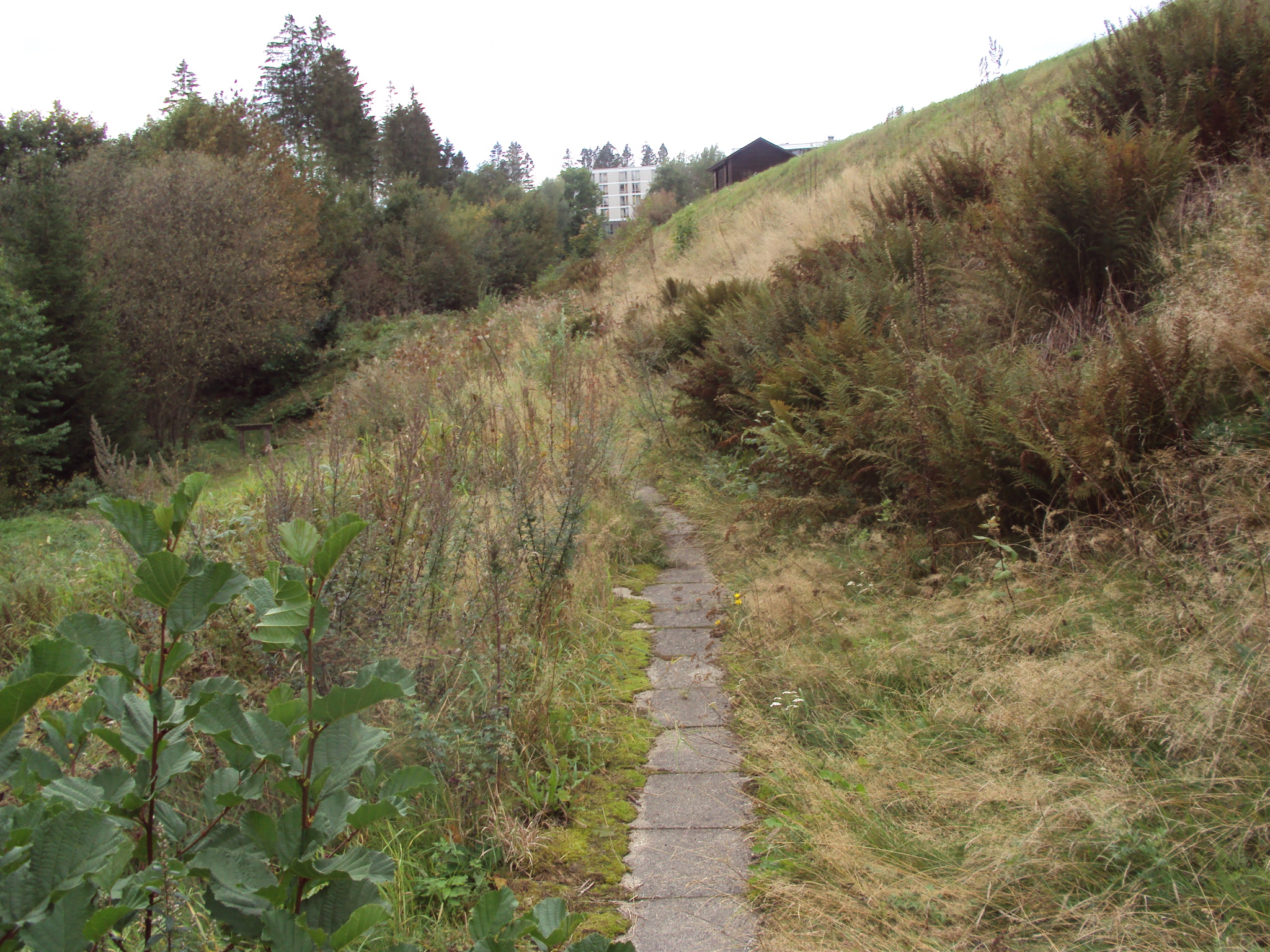
Luftseitige Dammböschung und Berme für den Rosenhöfer Fall

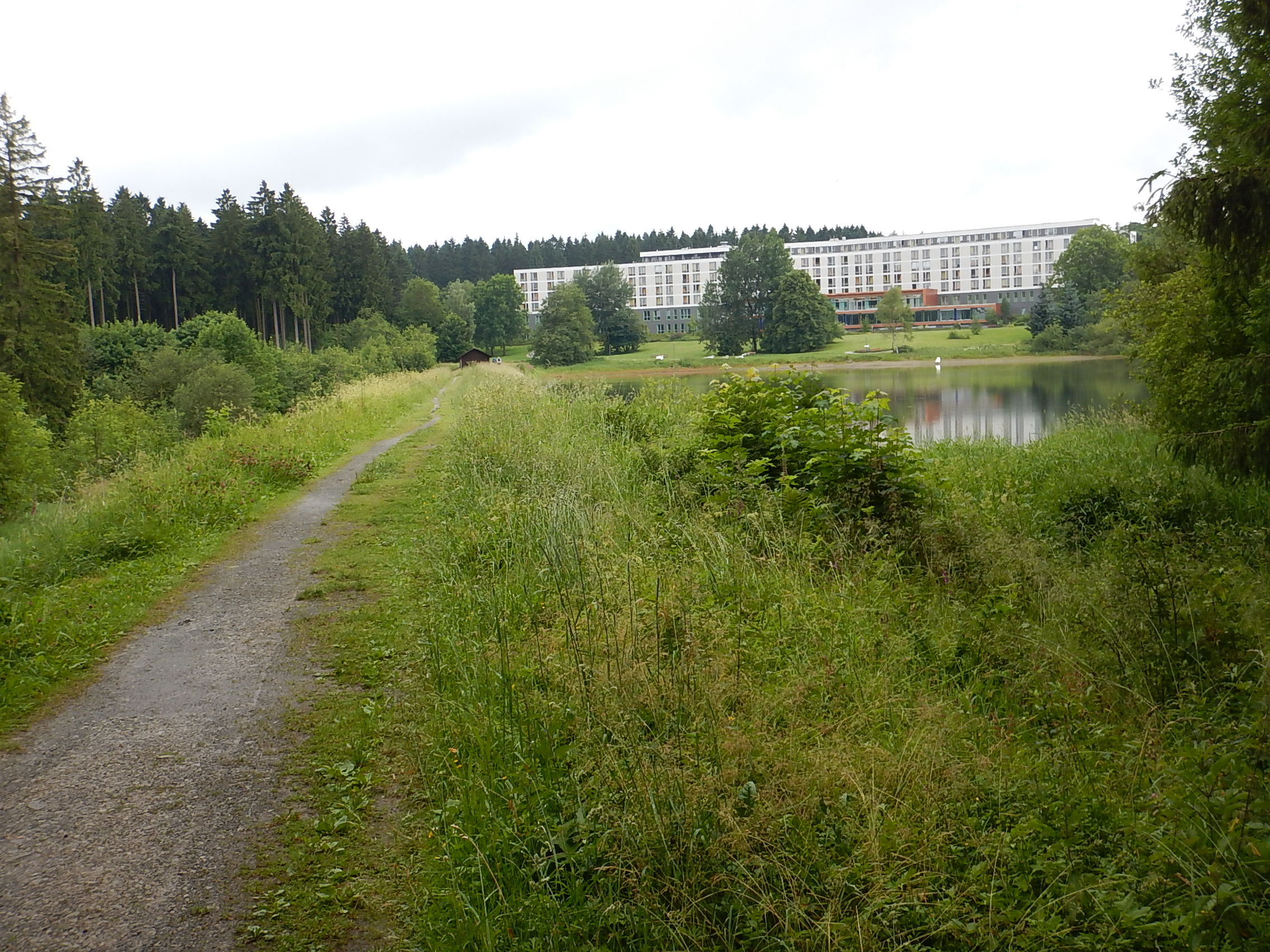
Blick auf den Damm von Osten mit Reha-Zentrum Oberharz im Hintergrund

Der Schwarzenbacher Teich ist eine historische Stauanlage bei Clausthal-Zellerfeld. Er wurde im Zusammenhang mit dem Oberharzer Wasserregal von Oberharzer Bergleuten im 17. Jahrhundert angelegt und gehört zu den Oberharzer Teichen. Wie alle Bauwerke des Oberharzer Wasserregals ist auch der Schwarzenbacher Teich seit dem Jahr 2010 Bestandteil des UNESCO-Weltkulturerbes Bergwerk Rammelsberg, Altstadt von Goslar und Oberharzer Wasserwirtschaft.

## Lage
Der Teich liegt etwa zwei Kilometer südlich von Clausthal-Zellerfeld bzw. nördlich des Ortsteiles Buntenbock. Oberhalb liegen im Verlauf des Schwarzenbaches der Alte Wasserläufer Teich und der Johann-Friedricher Teich. Unterhalb befinden sich der Sumpfteich und der Prinzenteich. Im weiteren Fließweg befindet sich nach grob 15 Kilometern die Innerstetalsperre. Er grenzt am Westufer an das Gelände des Rehazentrums Oberharz der Deutschen Rentenversicherung Braunschweig-Hannover. In unmittelbarer Nachbarschaft liegt nur wenige hundert Meter östlich der Pixhaier Teich.

## Beschreibung
Der Staudamm wurde als Erdbauwerk, das heißt mit einer Erd- und Felsschüttung, erstellt. Dieses Dammschüttmaterial wurde örtlich gewonnen und ist von überwiegend steiniger Substanz. Die Dichtung besteht aus Rasensoden und verläuft entlang der wasserseitigen Böschung. Es handelt sich um einen Teich der „Alten Bauart“, der aber zu einem unbekannten Zeitpunkt im Bereich des Striegels zur neuen Bauart mit Striegelschacht in Dammmitte umgebaut worden ist. Der Schwarzenbacher Teich ist der einzige Teich des Oberharzer Wasserregals, in dem in einem Striegelschacht auf zwei unterschiedlichen Höhen Wasser entnommen werden kann. Der Obere Striegel leitet das Wasser in den Oberen Rosenhöfer Fall und wurde vorrangig zu Bergbauzeiten verwendet. Der Untere Striegel befindet sich auf der Talsohle und mit ihm kann der Teich restlos entleert werden.
Die Hochwasserentlastungsanlage ist als Trockenmauerbauwerk aus Grauwacke mit einer Gewölbebrücke konstruiert. Der Schlussstein des Gewölbes trägt die Jahreszahl „1876“.
Bemerkenswert ist der Obere Rosenhöfer Fall, der die luftseitige Böschung etwa auf halber Höhe parallel zur Dammkrone passiert. Er kommt aus Richtung Osten, wurde bereits an den dort gelegenen Anlagen Bärenbrucher Teich und Pixhaier Teich mit Wasser gespeist und verläuft auf halber Dammhöhe über einer Berme auf der luftseitigen Böschung des Schwarzenbacher Teichdammes. Im Bereich des Teichdammes ist er als Betongraben ausgestaltet. Hier kann auch der Striegel Oberer Fall des Teiches Wasser hinzugeben, das Wasser wird dann weiter in Richtung des 2,5 Kilometer weiter nordwestlich gelegenen Bergbaugebietes am Rosenhof geführt.

## Bauwerkshistorie
Das Bauwerk wurde 1611/1614 errichtet. Im Juli 1616 wurde berichtet, dass der Schwarzenbacher Teichdamm gebrochen sei und der Dammbruch einen Schaden von „600 Malter Röstholz und 18 Schock Treibholz“ verursacht habe. Die Ursache lässt sich heute nicht mehr ermitteln. Der Damm ist jedenfalls wieder aufgebaut worden.
1876 wurde vermutlich die Ausflut (Hochwasserentlastungsanlage) mit dem Trockenmauergewölbe neu gestaltet. Darauf weist zumindest die Jahreszahl im Schlussstein hin. In den Jahren 1986 bis 1988 versuchte man auf verschiedene Weise Undichtigkeiten des Dammes zu minimieren. Nachdem das Einpressen von Ton-Zement-Injektionen keinen Erfolg brachte und man versuchte, die Sickerwege durch CO2-begasung zu ergründen, wurde 1988 die Dichtungssanierung auf konventionellem Wege durchgeführt. Es wurde die vorhandene Rasensodendichtung an den undichten Stellen freigelegt und eine neue Dichtung aus Ziegelton vor die Rasensodendichtung gesetzt. Betroffen waren in Summe knapp 80 m Dammlänge.
Ein Gestängebruch am Striegel Unterer Fall zwang 1994 zur Totalabsenkung des Teiches und einer Generalsanierung der Striegelanlage. Neben dem Gestänge wird auch die Vollschrotzimmerung in den obersten 4,20 m des Striegelschachtes mit Robinienholz erneuert. 1995 erfolgte eine Sanierung des Trockenmauerwerks der Ausflut wasserseitig der Gewölbebrücke. Im Jahr 2003 wurde eine Sanierung des Striegelhauses durchgeführt. Da immer wieder der Verdacht bestand, dass das Betongerenne des Oberen Rosenhöfer Falls undicht ist und die Sickerwasseraustritte am luftseitigen Dammfuß erzeugt, wurde 2004 das Betongerenne geöffnet, gereinigt, wo erforderlich auch geflickt und dann mit einer PE-Folie ausgeschlagen.
2024 kam es zu einer erneuten völligen Entleerung des Teiches zum Zwecke einer Dichtungsreparatur am Damm.

## Einzugsgebiet, Wasserwirtschaft
Das Einzugsgebiet des Schwarzenbacher Teiches beträgt 1,39 km². Es besteht zum größten Teil aus Wald- und Wiesenflächen, wobei die Wiesenflächen dominieren. Bemerkenswert ist das am Westufer befindliche Rehazentrum der Deutschen Rentenversicherung. Der Grundablass (Striegel) wird in der Regel nur zu Kontrollzwecken betätigt, oder bei anstehenden Baumaßnahmen.
Zu Bergbauzeiten wurde das Wasser des Teiches vorzugsweise über den Oberen Fall in den Oberen Rosenhöfer Fall abgegeben, um den Bergwerken am Rosenhof Aufschlagwasser zu liefern.
Da die Vorflutverhältnisse der Hochwasserentlastungsanlage nicht sehr leistungsfähig sind, wird der Teich im Winter in der Regel um etwa einen Meter abgesenkt.

## Sonstiges
Am westlichen Ufer befindet sich das Rehazentrum Oberharz. Verträge oder Nutzungsrechte gibt es aber nicht. Vom östlichen Ufer aus findet bei entsprechendem Sommerwetter reger Badebetrieb statt.
Fischereitechnisch ist der Teich an einen örtlichen Angelverein verpachtet. Der Teich ist mit Forelle, Schleie, Hecht, Barsch und Zander besetzt. Gastkarten können an mehreren Stellen erworben werden. Es handelt sich hier um ein nährstoffarmes, kühles Stillgewässer.
Bei leerem Teich werden im Stauraum, östlicher Hang relativ weit unten im Schlamm Reste einer Steganlage sichtbar. Es gibt die Vermutung, dass diese mal angelegt wurden, um Schlamm aus dem Stauraum zu fördern.